# موریس گاتلیب
موریس گاتلیب (
، ۱۸۵۶ - ۱۸۷۹) (به لهستانی: Maurycy Gottlieb) نقاش برجسته یهودی‌الاصل لهستانی است.
از موریس گاتلیب به عنوان یکی از تأثیر گذارترین نقاشان یهودی عصر خویش یاد می‌شود. وی در سال ۱۸۷۹ بر اثر شکست عشقی، خودکشی کرد.

## نگارخانه

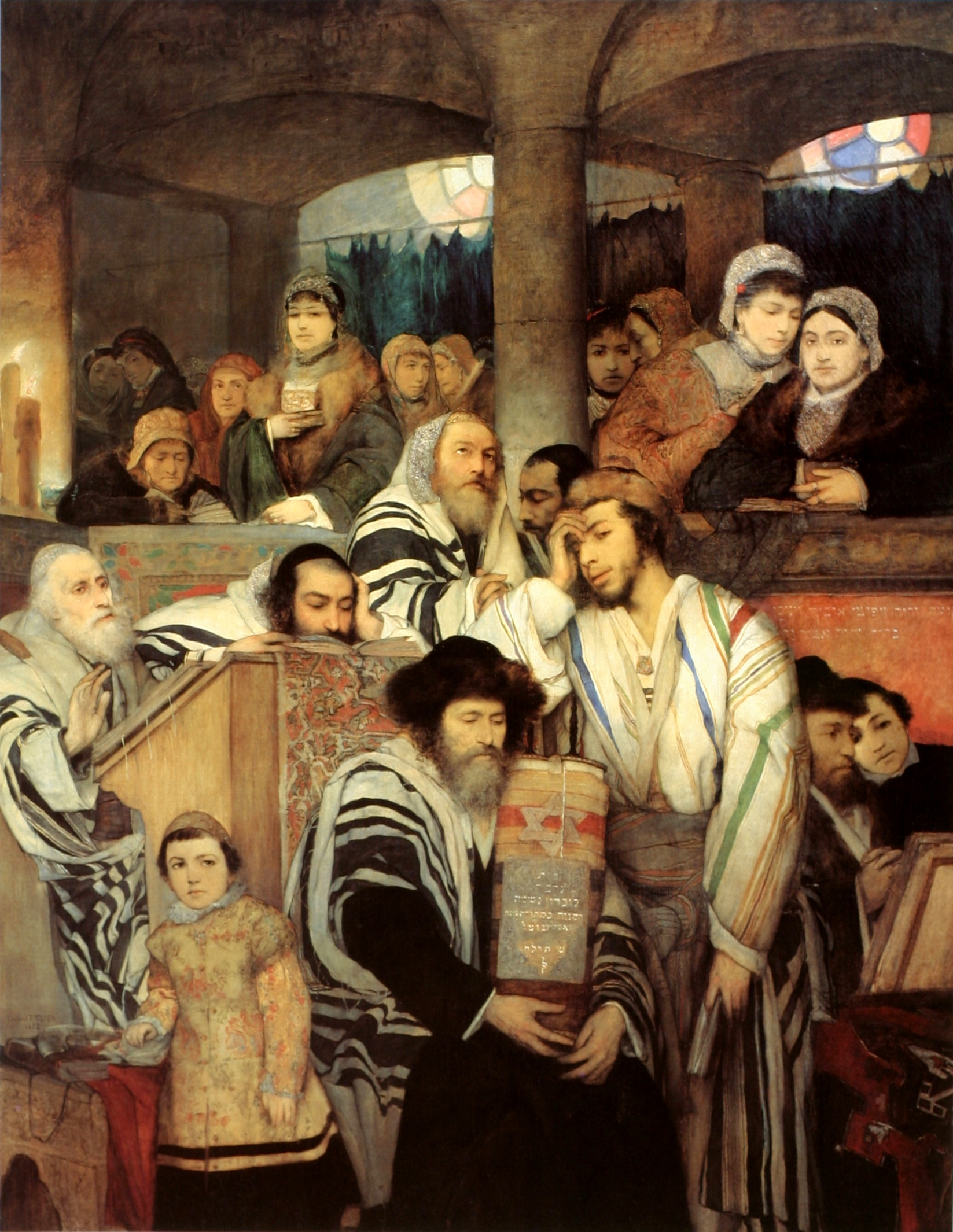
یهودیان در حال نیایش در کنیسه‌ای به فراخور یوم‌کیپور ۱۸۷۸ م. موزه هنر تل‌آویو
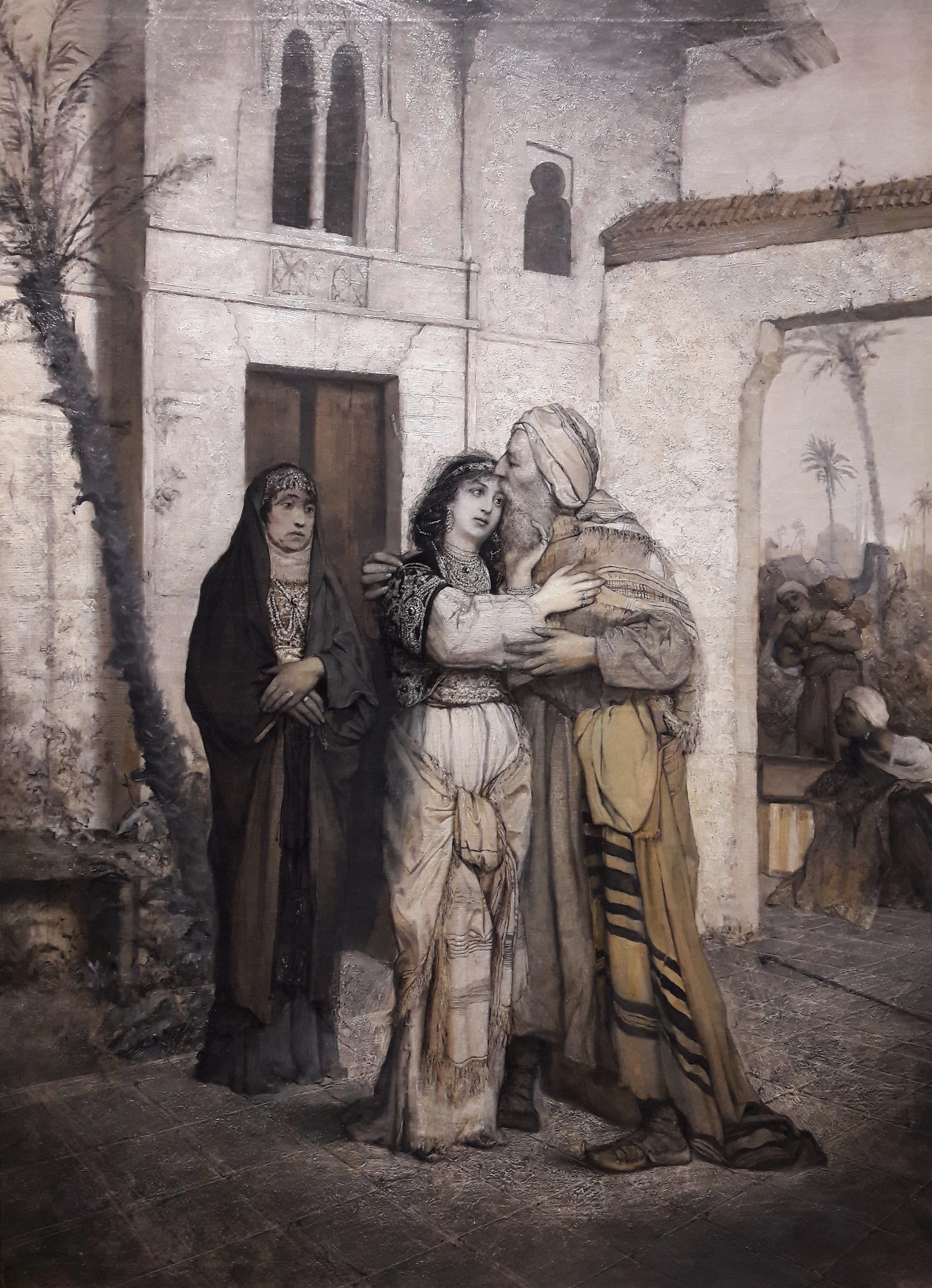
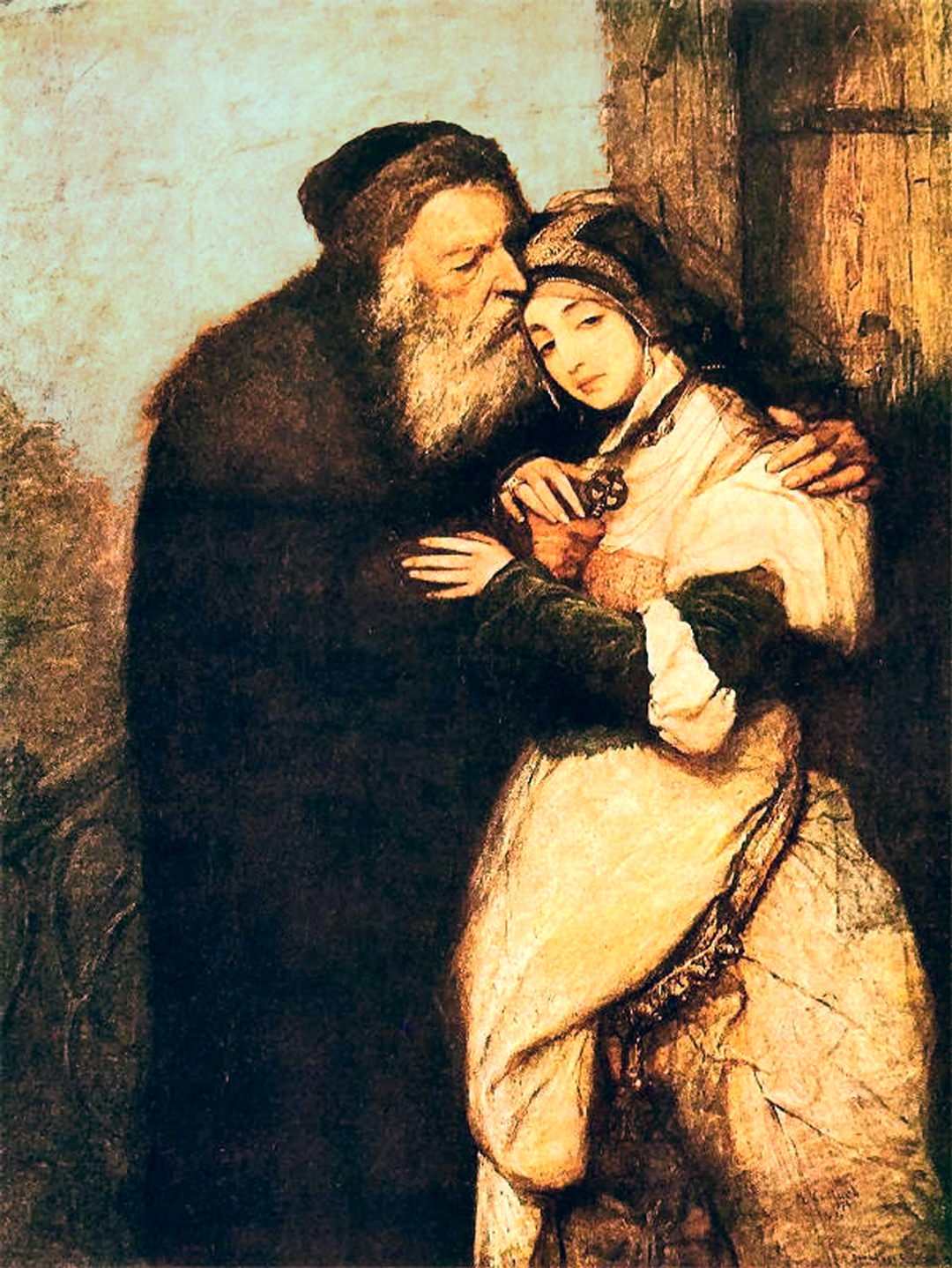
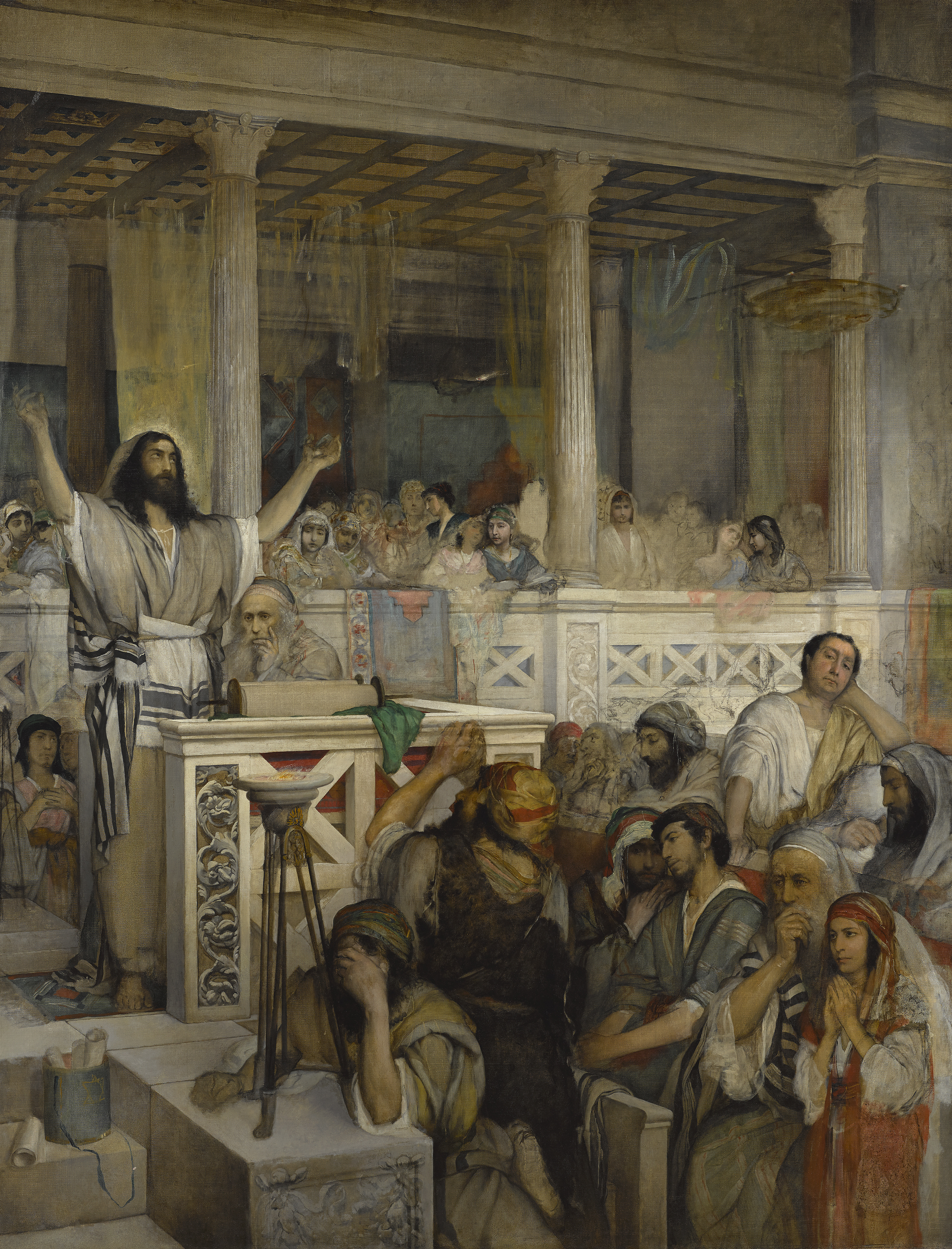
عیسی در حین موعظه در کنیسهٔ کفرناحوم
بین ۱۸۷۸ و ۱۸۷۹ م.
موزه ملی ورشو